# Khướu mào Đông Dương
Staphida torqueola là một loài chim trong họ Zosteropidae.